# Вишнёвое (Оренбургская область)
Вишнёвое — село в Гайском городском округе Оренбургской области.

## География
Находится на расстоянии примерно 23 километра по прямой на север от окружного центра города Гай.

## Климат
Климат резко выраженный континентальный. Основные черты климата: холодная суровая зима, жаркое сухое лето, неустойчивость и недостаточность атмосферных осадков. Абсолютный минимум температуры — минус 44 градуса по Цельсию. Лето жаркое, максимальная температура воздуха достигает плюс 40 градусов по Цельсию. Одна из особенностей климата- наличие большого числа дней в году с ветрами (до 275 суток) и наличие суховеев (преимущественно юго-западные ветры). Среднегодовое количество осадков составляет 220—300 мм. Снежный покров устанавливается в середине ноября и исчезает в конце апреля. Глубина промерзания грунт — 2-2,5 м.

## История
По преданию на месте села Вишневое неким Аравиным в конце XIX века была построена мельница. Поселение называлось Аравино. В 1928 году Аравина раскулачили. В 1953 году из зоны предполагаемого затопления (сел Таналык, Малятино, Орловка и др.) были выселены все жители, многие из которых переселились в Аравино. Здесь был создан колхоз им. Хрущева. В это же время началось освоение целинных земель вокруг села. На целинном поприще работали и водители и водовозы, и рабочие тока, и повара. Параллельно строилось и село: школа, клуб, жилые дома. С конца 70-х годов строились современные двухквартирные коттеджи, новая двухэтажная школа, почтовое отделение, магазин, детский сад. До 2016 года входило в состав Ириклинского сельсовета Гайского района, после реорганизации обоих муниципальных образований входит в состав Гайского городского района.

## Население
Постоянное население в 2002 году составляло 518 человек (русские — 50 %), а в 2010 году — 339.